# Монревель, Жак-Мари де Лабом
Жак-Мари де Лабом (фр. Jacques-Marie de la Baume; ум. 29 июля 1693, Неервинден (Фламандский Брабант), граф де Монревель — французский офицер, участник войн Людовика XIV.

## Биография
Сын Шарля-Франсуа де Лабома, маркиза де Сен-Мартена, и Клер-Франсуазы де Со де Таванн.
Граф де Бриансон. В 1662 году наследовал отцу как маркиз де Сен-Мартен, в 1678 — деду в качестве графа де Монревеля.
В 1675 году произведен в кампмейстеры кавалерийского полка. Патентом от 30 марта 1693 произведен в бригадиры кавалерии. Погиб 29 июля в битве при Неервиндене.

## Семья
Жена (11.05.1675): Адриенна-Филиппина-Тереза де Ланнуа (ум. 29.03.1710, Париж), графиня Священной Римской империи, придворная дама королевы Марии Терезии, дочь графа Франсуа де Ланнуа, принца де Сульмона, и Мехтильды де Берг
Дети:
- Никола-Огюст де Лабом (1680—27.10.1701), граф де Монревель. Капитан кавалерии в полку Моруа, убит в Италии. Был холост
- Мелькиор-Эспри де Лабом (ум. 1740), граф де Монревель. Жена (1731): Флоранс дю Шатле, дочь Флорана дю Шатле, графа де Ломона, и Габриели-Шарлотты дю Шатле
- Жан-Батист де Лабом (ум. 24.06.1707 или 1711), называемый шевалье де Лабомом, затем маркизом де Монревелем. Капитан кавалерии, умер от ран. Согласно описанию отца Ансельма (который приписывает эти ранения старшему брату Жана-Батиста Мелькиору-Эспри, воевавшему в то время в Германии), в битве при Кальчинато в Италии 19.04.1706 им было получено 14 ранений, как нанесенных холодным оружием, так и огнестрельных, у него были полностью отрублены руки и один удар пробил тело насквозь под соском; его рота также была изрублена в куски. Согласно тому же автору, 1707 году король пожаловал ему должность прапорщика (знаменосца) жандармов.